# چینی‌واربال
چینی‌واربال (نام علمی: Huaxiapterus) نام یک سرده از تیره کهن‌باشندگان است.